# Margarita Xhepa
Margarita Xhepa, née le 2 avril 1932 à Lushnjë (royaume d'Albanie) et morte le 3 avril 2025 à Tirana (Albanie), est une actrice de théâtre et de cinéma albanaise.

## Biographie
Margarita Xhepa naît à Lushnjë le 2 avril 1932. Elle commence sa carrière en 1950 au Théâtre national de Tirana, avant de progressivement devenir une actrice à succès,.

## Filmographie
Elle se fait notamment remarquer dans les films Dimri i fundit (1976), Tokë e përgjakur (1976), Koncert në vitin 1936 (1978), Dora e ngrohtë (1983), Gurët e shtëpisë sime (1985), Pranvera s'erdhi vetëm (1988), I dashur armik (2004), Ne dhe Lenini (2008) et Lutjet e dashurisë (2009).